# Parc régional de la Montagne du Diable
Le parc régional de la Montagne du Diable est un parc régional situé dans la municipalité de Ferme-Neuve, dans la municipalité régionale de comté (MRC) de Antoine-Labelle, dans la région administrative des Laurentides, au Québec, au Canada.

## Géographie
Le mont Sir-Wilfrid comprend trois étages: l'érablière à bouleau jaune au pied de la montagne; un mélange de bouleau blanc et de résineux à l'approche de 500 mètres et la forêt boréale, au sommet de la montagne.

## Histoire
Le Mont Sir-Wilfrid a été nommé en 1932 en l'honneur de Sir Wilfrid Laurier (1841-1919), premier ministre du Canada de 1896 à 1911. La proximité de la montagne avec la municipalité de Mont-Laurier aurait un lien dans le choix du toponyme de la montagne.

## Principales caractéristiques et activités
Ce parc est ouvert toute l'année. En été, les visiteurs peuvent faire de la randonnée, du VTT, du canoë/kayak, du paddle, du circuit d'hébertisme, du camp de jour en plein air. Les activités hivernales sont: la raquette, le ski classique, le ski nordique, le patinage sans patinage, le ski hok, le fatbike, l'acadéski.
Le Village des Bâtisseurs dispose de plusieurs infrastructures pour les activités récréotouristiques:
- huit chalets nature, dont six d'une capacité de 6 à 10 personnes, et deux chalets sur pilotis d'une capacité de 4 à 6 personnes;
- cinq campings sans services au bord du lac de la Montagne[3].